# Windi Graterol
Windi Manuel Graterol Clemente (Caracas, Venezuela, 10 de septiembre de 1986) es un jugador de baloncesto venezolano que pertenece a la plantilla de Guaiqueríes de Margarita de la SPB. Con 2,06 metros de estatura, juega en la posición de pívot.

## Carrera profesional

### Brasilia
Graterol disputó 28 partidos durante su temporada en Brasil. Con la camiseta de Brasilia promedió 13.1 puntos (58.8% en tiros de campo), 7.9 rebotes, 0.9 asistencias y 1.0 tapas. 

### Boca
El 17 de abril del 2019 se confirma su llegada al equipo de la ribera en reemplazo de Alex Galindo.

### Spartans DC
En octubre del 2020 se confirma su llegada al equipo capitalino para disputar la primera edición de la Superliga de Baloncesto de Venezuela a jugarse en la Isla de Margarita a finales del mismo mes. En diciembre queda campeón de la Superliga con Spartans, llevándose así, la primera edición de dicho torneo.
En febrero del 2021 renueva con Spartans para la segunda edición de la Superliga a disputarse a comienzos de abril.

### Olímpico La Banda
En enero del 2022 firma para jugar la Liga Nacional de Básquet de Argentina con el Club Ciclista Olímpico

## Selección nacional
Graterol es internacional con la selección de baloncesto de Venezuela. 
Formó parte de la generación de baloncestistas venezolanos que ganaron la medalla de plata en el Campeonato Sudamericano de Baloncesto de 2012, la medalla de oro en el Campeonato Sudamericano de Baloncesto de 2014 y la medalla de oro en el Campeonato FIBA Américas de 2015.
También representó a su país en el torneo de baloncesto masculino de los Juegos Olímpicos de Río de Janeiro 2016 y en la Copa Mundial de Baloncesto de 2019.
Durante agosto y septiembre de 2023 fue integrante de la selección de Venezuela que participó en el Mundial de 2023 celebrado en Asia, y que finalizó en trigésimo lugar.